# جيمس ستيفنسون (جيولوجي)
جيمس ستيفنسون (بالإنجليزية: James Stevenson)‏ هو عالم إنسان وجيولوجي أمريكي، ولد في 1840، وتوفي في 1888 بسبب حمى الجبال الصخرية المبقعة.